# Lega Nazionale A 1938-1939 (hockey su ghiaccio)
La stagione 1937-1938 è stata la seconda del campionato svizzero di hockey su ghiaccio di LNA, e ha visto campione l'HC Davos.

## Classifica finale
| Posizione | Squadra            | G | V | N | P | GF | GF | DR  | Punti | Osservazioni                       |
| --------- | ------------------ | - | - | - | - | -- | -- | --- | ----- | ---------------------------------- |
| 1         | Davos              | 5 | 5 | 0 | 0 | 26 | 3  | +23 | 10    | Campione svizzero                  |
| 2         | Zürcher SC         | 5 | 4 | 0 | 1 | 15 | 2  | +13 | 8     |                                    |
| 3         | Grasshopper Zürich | 5 | 2 | 0 | 3 | 10 | 14 | -4  | 4     |                                    |
| 4         | Berna              | 5 | 1 | 1 | 3 | 8  | 15 | -7  | 3     |                                    |
| 5         | Arosa              | 5 | 1 | 1 | 3 | 4  | 21 | -17 | 3     |                                    |
| 6         | St. Moritz         | 5 | 0 | 2 | 3 | 4  | 12 | -8  | 2     | Spareggio retrocessione in Serie A |

## Spareggio promozione/retrocessione
L'EHC St. Moritz rimane direttamente in prima divisione per la squalifica dell'HC Château d'Oex da parte della LSHG.

## Verdetti
| Lega Nazionale A 1938-1939 | Lega Nazionale A 1938-1939  |
| -------------------------- | --------------------------- |
| Lega Nazionale A           | Davos Nessuna retrocessione |
| Serie A                    | Nessuna promozione          |